# Suid-Afrikaanse Akademie vir Wetenskap en Kuns
De Suid-Afrikaanse Akademie vir Wetenskap en Kuns is een organisatie, opgericht in 1909, die zich onder andere inzet voor de Afrikaanse en Nederlandse taal in Zuid-Afrika.
Het belangrijkste onderdeel van de Suid-Afrikaanse Akademie vir Wetenskap en Kuns is Die Taalkommissie, welke in 1915 is opgericht.

## Initiatief en oprichting
Het initiatief voor de stichting van de "Zuid-Afrikaanse Akademie voor Taal, Letteren en Kunst", met de naam in Nederlands, werd genomen door J.B.M. Hertzog. Hertzog was een bijzonder groot kampvechter voor de Nederlands-Afrikaanse taal. Hij heeft voorgesteld "dat een lichaam in 't leven worde geroepen ter bevordering van de Hollandse taal en letteren in Zuid-Afrika". Op 2 juli 1909 op die Nationale Conventie in Bloemfontein kwamen de eerste 30 leden van dit lichaam bijeen om de Akademie te stichten.
Het doel van de Akademie is:
"De handhaving en bevordering van de Hollandse Taal en Letteren, en van de Zuid-Afrikaanse Geschiedenis, Oudheidkunde en Kunst"
met als bijvoeging:
"Onder het Hollands wordt verstaan: beide taalvormen gebruikelijk in Zuid-Afrika".
Het primaire doel van de Akademie was aanvankelijk om het Nederlands en ook het Afrikaans te bevorderen. De naam van de Akademie is in 1942 gewijzigd in die Suid-Afrikaanse Akademie vir Wetenskap en Kuns.
Sedert 1994 onderhoudt de Akademie warme banden met de Nederlandse Taalunie. Dit contact ligt echter zeer gevoelig bij niet-Afrikaanstalig Zuid-Afrika in verband met de apartheid en de rol die het Afrikaans en Nederlands in deze tijd hebben gespeeld. Vanaf 2008 wordt er zeer intensief gesproken over samenwerking tussen de Akademie en de Taalunie. Hierbij wordt toetreding van Zuid-Afrika tot de Nederlandse Taalunie niet uitgesloten, al is daarvoor wel medewerking van de Zuid-Afrikaanse regering vereist. Huidige terreinen van samenwerking zijn taal- en spraaktechnologie en toetsing en certificering.

## Die Taalkommissie
Die Taalkommissie (Afrikaans voor "De taalcommissie") is namens de Suid-Afrikaanse Akademie vir Wetenskap en Kuns de taalorganisatie en toezichthouder op het Afrikaans. Die Taalkommissie is belast met de taak om uitspraken over de standaardisering van het Afrikaans te leveren.
In het begin van de commissie heeft de vastlegging van een uniforme spelling voor het Afrikaans bijna alle tijd in beslag genomen, maar mettertijd heeft de commissie ook meer terreinen van de taalgebruik betreden. Het voorzichtige en verstandige beleid van de Taalkommissie door de jaren heen heeft aanleiding gegeven dat haar spelregels als gezaghebbend aanvaard worden. Haar besluiten worden van tijd tot tijd in de Afrikaanse woordelys en spelreëls gepubliceerd. De achtste en negende uitgave zijn respectievelijk in 1991 en in september 2002 vrijgegeven. In 2009 is de tiende uitgave van de Afrikaanse woordelys en spelreëls gepubliceerd. De vrijstelling van deze uitgave viel samen met het eeuwfeest van de Akademie.
Die Taalkommissie functioneert ook als het "Technische Comité voor Standaardisering van het Nationale Taallichaam voor Afrikaans" van de Pan-Zuid-Afrikaanse Taalraad.

## Overige bezigheden
Sinds haar stichting was de Akademie verantwoordelijk voor de totstandkoming van onder meer de Stellenbosch Erfenis Stigting en het Afrika-instituut. Ook probeert de Akademie de belangstelling in de Zuid-Afrikaanse geschiedenis, oudheden, kunst én Nederlandse en Afrikaanse taal en letterkunde te bevorderen. De Akademie is door de jaren heen bekend geworden wegens de geregelde toekenning van literaire prijzen (waaronder de Hertzogprys de bekendste is), en andere prestige prijzen zoals de N.P. van Wyk Louwmedaille, de Eugène Maraisprys en de Scheepersprys vir Jeugliteratuur.